# Qi gong
Pour les articles homonymes, voir Qigong (homonymie).

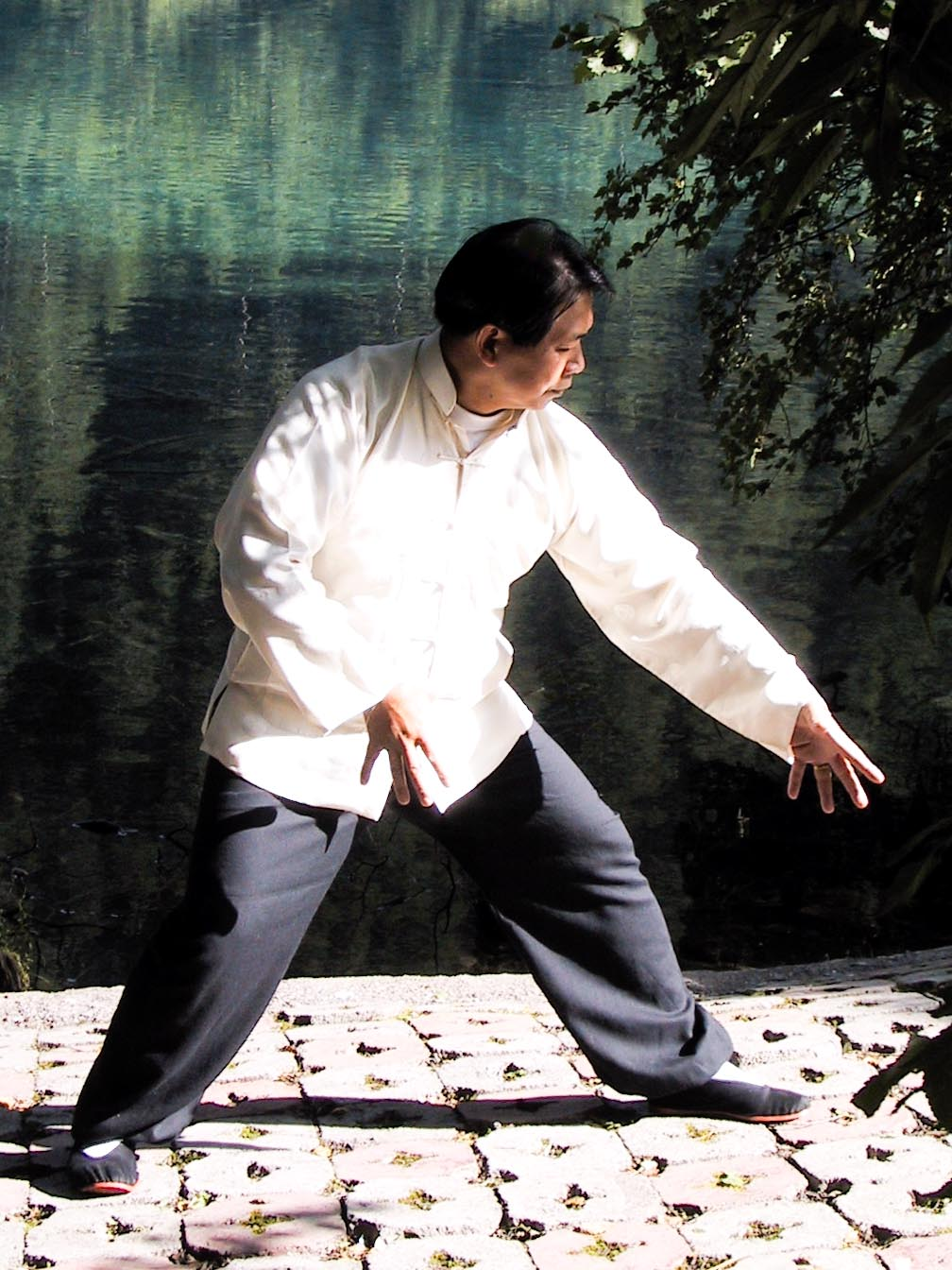
Maître Lam à Jiuzhaigou (Sichuan)

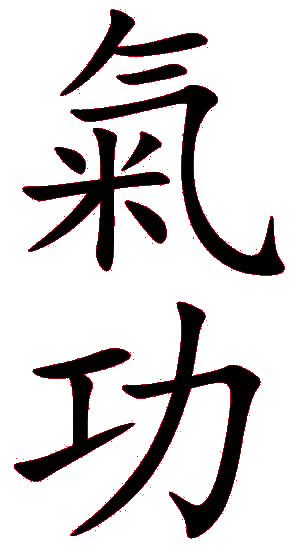
Qi Gong en caractères chinois.

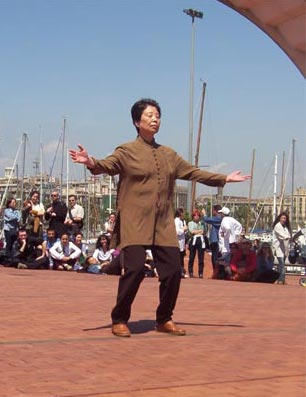
Démonstration de qi gong par le Dr Hu Yuen Xian à Barcelone.

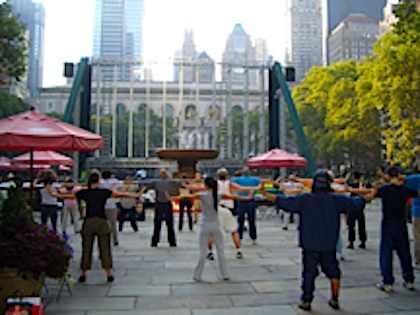
Les pratiquants de Qigong aux journées mondiales de Tai Chi et de Qigong à Manhattan.

Le qi gong est une gymnastique traditionnelle chinoise et une pratique de la respiration fondée sur la connaissance et la maîtrise du souffle et qui associe mouvements lents, exercices respiratoires et concentration. Autres appellations : qigong, chi gong ou chi kung (chinois simplifié : 气功 ; chinois traditionnel : 氣功 ; pinyin : qìgōng ; Wade : ch'i⁴gong¹). Le terme signifie littéralement « réalisation ou accomplissement (gong) relatif au qi », ou « maîtrise du souffle ».

## Traduction et terminologie
Le terme peut être connu sous d'autres transcriptions, chi kung (école anglo-saxonne Wade), ki kong (école française EFEO), kiko (adaptation phonétique du japonais), kygung (marque déposée utilisée par l'ISMA), mais qi gong, transcription pinyin du terme, est la version désormais officielle[Quoi ?] dans les langues européennes.
Qi gong est le terme mandarin chinois et romanisé de deux caractères chinois: Qì (氣) et Gōng (功). Son écriture (chinois simplifié : 气功 ; chinois traditionnel : 氣功) associe deux notions chinoises au sens vaste : 氣 (qì): la vapeur, le souffle, l'air et 功 (gōng): l'effort, la réalisation ou les résultats,.
La transcription habituelle en Français du caractère 氣 par « énergie » est erronée car l'énergie se traduit par 能量 en mandarin (lire la page du Wiktionnaire au sujet de l'origine de ces caractères). Par ailleurs le terme d' « énergie vitale » recouvre une notion corporelle ou un flux qui n'a jamais pu être scientifiquement prouvé à ce jour[réf. nécessaire].
Dans une perspective plus large, « qi gong » signifie « méthode et efficience du souffle » et regroupe des techniques traditionnelles de gymnastique, de respiration, de méditation, de visualisation, de transe, de guérison charismatique et de combat qui proviennent de contextes taoïstes, bouddhiques, néoconfucéens, savants ou populaires.

## Origines
« En faisant que ton souffle corporel (ou shen qi) et que ton souffle primordial (ou jing qi) embrassent l'Unité, peux-tu redevenir un enfançon ? » Dàodéjīng 10.
Vers le Ve siècle, selon la légende, Bodhidharma développait le qi gong dans le wu shu de l'école Shaolin plus communément appelé de nos jours Kung-fu Shaolin au monastère Shaolin, en Chine, en s'inspirant des gymnastiques taoïstes de longévité.

Durant la révolution culturelle (XXe siècle), le qi gong est réprimé. Plus tard, de nombreuses écoles surgissent, et une s'en détache par sa notoriété, le Falun Gong.

En 1981, le wu shu kung-fu Shaolin se reconstitue.

## Historique du qi gong en Chine

### Genèse duqigong
Les racines du Qi gong sont millénaires et indissociables de la tradition taoïste. Le travail sur le souffle et l'énergie interne était déjà pratiqué par les sages de l'Antiquité, aussi existe-t-il des écoles taoïstes, bouddhistes et confucianistes de Qi gong, lesquelles ont grandement influencé le développement de la médecine chinoise traditionnelle. Se transmettant de façon le plus souvent privée et secrète entre maîtres et initiés, la pratique du Qi gong a connu une popularité croissante au XXe siècle, tant au sein de la population chinoise qu'à l'extérieur de la Chine, notamment grâce aux contacts des sociétés occidentales qui s'y intéressent de plus en plus à partir des années 1960.
Le père du qigong moderne est Liu Guizhen (1920-1983), un cadre du Parti communiste chinois. Après s'être fait soigner pour un ulcère par un maître qui lui enseigna une méthode de méditation et de contrôle de la respiration en position debout, il fut chargé par ses supérieurs de développer cette technique de maîtrise du souffle, mais débarrassée de ses éléments religieux.

### Adoption par le Parti communiste
Adopté par le régime communiste en 1949, le qigong est présenté dans les années 1950 « comme une thérapie d'origine populaire et chinoise », en opposition à la médecine « bourgeoise » occidentale. En 1953, un sanatorium spécialisé est ouvert à Beidaihe, station balnéaire pour les cadres communistes, où ces derniers sont initiés aux méthodes de relaxation. Dans l'ensemble du pays, 70 centres de pratique du qigong sont ouverts y compris les cliniques et les sanatoriums. Liu Guizhen est honoré par Mao Zedong.

### Interdiction sous la révolution culturelle
Puis ces pratiques sont interdites et réprimées comme pratiques féodales et superstitieuses durant la révolution culturelle. Le qigong continue cependant à se transmettre clandestinement entre maîtres et disciples.

### Réapparition et promotion
À partir des années 1970, le qigong refait surface et se pratique collectivement dans les parcs de Pékin à l'initiative d'une certaine Guo Lin qui estimait avoir guéri son cancer de l'utérus grâce au qigong. En 1979, cette dernière est encouragée par plusieurs dirigeants qui voient dans le qigong un moyen sans frais d'améliorer l'état de santé de la population.
À la fin des années 1970, la popularité de ce nouveau qigong des maîtres charismatiques a reçu un coup de fouet important en Chine grâce à la « supposée "découverte scientifique" de l'existence matérielle du qi ». « À la fin des années 1970, des scientifiques réputés, travaillant au sein d’universités et d’instituts de recherche ayant pignon sur rue, ont effectivement procédé à des expérimentations prétendant prouver que le qi émis par un maître du qigong pouvait être mesuré par des instruments scientifiques. »
Au début des années 1980, dans le vide spirituel de l'ère post-Mao,,,, et dans un contexte de détente économique, peu après les premières réformes libérales et la première apparition du chômage, le pays connaît une véritable « fièvre du qigong », des millions de Chinois, principalement urbains et âgés, deviennent pratiquants d'une des diverses variétés ou écoles de qigong, dirigées par des maîtres charismatiques dont beaucoup deviennent des célébrités nationales. Dans des stades, devant des milliers de passionnés, des enseignements payants sont donnés par les maîtres dispensateurs de qi et de guérisons miraculeuses, à l'instar du maître Yan Xin, censé émettre un qi externe pouvant changer la structure moléculaire d'un échantillon d'eau à deux mille kilomètres de distance. La Société de recherche scientifique sur le qigong de Chine (SRSQC), organisme national qui regroupe les associations de qigong, est créée par l’État en 1985 pour superviser le mouvement.
Les autorités, qui voient dans le qigong une façon de mettre en avant la culture chinoise, participent à sa promotion à travers les Salons de la santé qui lui sont consacrés à Pékin en 1992 et 1993,.

## Pratiques
Il existe différentes variantes permettant une pratique régulière :
- Wu shu Kung-fu Shaolin :
  - les huit pièces de brocart qui permet de rendre l'organisme plus résistant et de prolonger la vie
  - jeu des 5 animaux (qi gong de santé)
  - Les 18 mouvements de santé
  - le qi gong de la canne (bâton)
  - Le gi gong des paysans
  - Les 6 sons
  - le Yi jin jing qui prépare le corps aux mouvements rapides
- Pingshuai kongfu ;
- Qigong sibérien (mélange de différentes pratiques rencontrées et transformées en Sibérie).

Parfois y est retrouvé :
- Kiai (cri) ;
- Kotodama (son) ;
- Méditation ;
- Wei wu wei (traduit « agir sans agir ») du Dàodéjīng de Lao Zi.

Tous les exercices de qi gong nécessitent de la patience et une pratique régulière.
Certains pratiquants d'arts martiaux pratiquent leurs arts sans pratiquer le Qi gong en Chine.

## Effets présumés
Le qi gong compte plusieurs branches, lesquelles recouvrent des centaines de styles différents : le qi gong santé et bien-être (préventif), le qi gong martial, le qi gong médical (curatif), le qi gong sexuel et le qi gong spirituel.
Les effets allégués d'une pratique régulière du qi gong vont de l'augmentation de la capacité de prévention et de guérison des maladies et des blessures, au maintien d'une bonne santé, à l'augmentation de la qualité de vie, au développement de soi, à l'augmentation de la longévité, au développement de dons de guérison et d'autoguérison, voire à l'obtention d'une force surhumaine et de pouvoirs surnaturels.

### Auteurs ayant écrit sur le sujet
- Jian Liujun
- Yang Jwing-ming
- Zhang yu Huan
- David A. Palmer (anthropologue)
- Catherine Despeux (sinologue)

### Autres pratiques liées
- Tai-chi-chuan
- Dao Yin
- Zhi Neng Qi Gong
- Daoyin yangsheng gong